# Clădirea fostei administrații locale (Grigoriopol)
Clădirea fostei administrații locale este o clădire amplasată pe str. K. Marx, 185 în Grigoriopol, Republica Moldova. Este un monument arhitectural de importanță națională inclus în Registrul monumentelor Republicii Moldova ocrotite de stat cu nr. 468 (raionul Grigoriopol). Datează din 1911.